# Championnats du monde de water-polo
Les titres masculin et féminin de champions du monde de water-polo sont décernés à l'occasion des Championnats du monde de natation. Organisés tous les deux ans par la Fédération internationale de natation (FINA), le tournoi mondial de water-polo côtoie plusieurs autres disciplines des sports aquatiques lors de cette compétition omnisports (regroupant des disciplines de natation sportive, nage en eau libre, natation synchronisée et plongeon). Depuis la première édition tenue à Belgrade en 1973, la cadence des championnats est irrégulière : longtemps disputés tous les 2 à 5 ans, la FINA a établi une périodicité bisannuelle depuis 2001.
Lors des championnats du monde de water-polo, un tournoi masculin et un tournoi féminin sont organisés. Ce dernier n'a cependant intégré le programme officiel que lors de l'édition 1986 organisée à Madrid. Le nombre d'équipes participantes est le même pour les hommes et les femmes depuis 2003 : 16 sélections nationales s'affrontent dans des tournois disputés simultanément.

## Palmarès

### Hommes

#### Palmarès masculin
| Année | Or                       | Argent           | Bronze               | Site                                    |
| ----- | ------------------------ | ---------------- | -------------------- | --------------------------------------- |
| 1973  | Hongrie (1)              | Union soviétique | Yougoslavie          | Belgrade, Yougoslavie                   |
| 1975  | Union soviétique (1)     | Hongrie          | Italie               | Cali, Colombie                          |
| 1978  | Italie (1)               | Hongrie          | Yougoslavie          | Berlin-Ouest, Allemagne de l'Ouest      |
| 1982  | Union soviétique (2)     | Hongrie          | Allemagne de l'Ouest | Guayaquil, Équateur                     |
| 1986  | Yougoslavie (1)          | Italie           | Union soviétique     | Madrid, Espagne                         |
| 1991  | Yougoslavie (2)          | Espagne          | Hongrie              | Perth, Australie                        |
| 1994  | Italie (2)               | Espagne          | Russie               | Rome, Italie                            |
| 1998  | Espagne (1)              | Hongrie          | Yougoslavie          | Perth, Australie                        |
| 2001  | Espagne (2)              | Yougoslavie      | Russie               | Fukuoka, Japon                          |
| 2003  | Hongrie (2)              | Italie           | Serbie-et-Monténégro | Barcelone, Espagne                      |
| 2005  | Serbie-et-Monténégro (3) | Hongrie          | Grèce                | Montréal, Canada                        |
| 2007  | Croatie (1)              | Hongrie          | Espagne              | Melbourne, Australie                    |
| 2009  | Serbie (4)               | Espagne          | Croatie              | Rome, Italie                            |
| 2011  | Italie (3)               | Serbie           | Croatie              | Shanghai, République populaire de Chine |
| 2013  | Hongrie (3)              | Monténégro       | Croatie              | Barcelone, Espagne                      |
| 2015  | Serbie (5)               | Croatie          | Grèce                | Kazan, Russie                           |
| 2017  | Croatie (2)              | Hongrie          | Serbie               | Budapest, Hongrie                       |
| 2019  | Italie (4)               | Espagne          | Croatie              | Gwangju, Corée du Sud                   |
| 2022  | Espagne (3)              | Italie           | Grèce                | Budapest, Hongrie                       |
| 2023  | Hongrie (4)              | Grèce            | Espagne              | Fukuoka, Japon                          |
| 2024  | Croatie (3)              | Italie           | Espagne              | Doha, Qatar                             |
| 2025  | Espagne (4)              | Hongrie          | Grèce                | Kallang, Singapour                      |

#### Tableau des médailles masculin
| Rang  | Nation                  | Or | Argent | Bronze | Total |
| ----- | ----------------------- | -- | ------ | ------ | ----- |
| 1     | Serbie Yougoslavie      | 5  | 2      | 5      | 12    |
| 2     | Hongrie                 | 4  | 8      | 1      | 13    |
| 3     | Espagne                 | 4  | 4      | 3      | 11    |
| 4     | Italie                  | 4  | 4      | 1      | 9     |
| 5     | Croatie                 | 3  | 1      | 4      | 8     |
| 6     | Russie Union soviétique | 2  | 1      | 3      | 6     |
| 7     | Grèce                   | 0  | 1      | 4      | 5     |
| 8     | Monténégro              | 0  | 1      | 0      | 1     |
| 9     | Allemagne de l'Ouest    | 0  | 0      | 1      | 1     |
| Total | Total                   | 22 | 22     | 22     | 66    |

- FINA[1]

### Femmes

#### Palmarès
| Édition | Année | Ville hôte | Vainqueur      | Score         | Finaliste  | Troisième  | Score       | Quatrième  |
| ------- | ----- | ---------- | -------------- | ------------- | ---------- | ---------- | ----------- | ---------- |
| 1re     | 1986  | Madrid     | Australie (1)  | TTR           | Pays-Bas   | États-Unis | TTR         | Canada     |
| 2e      | 1991  | Perth      | Pays-Bas (1)   | 13 - 6        | Canada     | États-Unis | 11 - 9      | Hongrie    |
| 3e      | 1994  | Rome       | Hongrie (1)    | 7 - 5         | Pays-Bas   | Italie     | 14 - 9      | États-Unis |
| 4e      | 1998  | Perth      | Italie (1)     | 7 - 6         | Pays-Bas   | Australie  | 8 - 5       | Russie     |
| 5e      | 2001  | Fukuoka    | Italie (2)     | 7 - 3         | Hongrie    | Canada     | 6 - 5       | États-Unis |
| 6e      | 2003  | Barcelone  | États-Unis (1) | 8 - 6         | Italie     | Russie     | 9 - 7       | Canada     |
| 7e      | 2005  | Montréal   | Hongrie (2)    | 10 - 7 (ap)   | États-Unis | Canada     | 8 - 3       | Russie     |
| 8e      | 2007  | Melbourne  | États-Unis (2) | 6 - 5         | Australie  | Russie     | 9 - 8       | Hongrie    |
| 9e      | 2009  | Rome       | États-Unis (3) | 7 - 6         | Canada     | Russie     | 10 - 9      | Grèce      |
| 10e     | 2011  | Shanghai   | Grèce (1)      | 9 - 8         | Chine      | Russie     | 8 - 7       | Italie     |
| 11e     | 2013  | Barcelone  | Espagne (1)    | 8 - 6         | Australie  | Hongrie    | 10 - 8      | Russie     |
| 12e     | 2015  | Kazan      | États-Unis (4) | 5 - 4         | Pays-Bas   | Italie     | 7 - 7 (5-3) | Australie  |
| 13e     | 2017  | Budapest   | États-Unis (5) | 13 - 6        | Espagne    | Russie     | 11 - 9      | Canada     |
| 14e     | 2019  | Gwangju    | États-Unis (6) | 11 - 6        | Chine      | Australie  | 10 - 9      | Hongrie    |
| 15e     | 2022  | Budapest   | États-Unis (7) | 9 - 7         | Hongrie    | Pays-Bas   | 7 - 5       | Italie     |
| 16e     | 2023  | Fukuoka    | Pays-Bas (2)   | 12 - 12 (5-4) | Espagne    | Italie     | 16 - 14     | Australie  |
| 17e     | 2024  | Doha       | États-Unis (8) | 8 - 7         | Hongrie    | Espagne    | 10 - 9      | Grèce      |
| 18e     | 2025  | Singapour  | Grèce (2)      | 12 - 9        | Hongrie    | Espagne    | 13 - 12     | États-Unis |
| 19e     | 2027  | Budapest   |                |               |            |            |             |            |

#### Tableau des médailles
| Rang  | Nation     | Or | Argent | Bronze | Total |
| ----- | ---------- | -- | ------ | ------ | ----- |
| 1     | États-Unis | 8  | 1      | 2      | 11    |
| 2     | Hongrie    | 2  | 4      | 1      | 7     |
| 2     | Pays-Bas   | 2  | 4      | 1      | 7     |
| 4     | Italie     | 2  | 1      | 3      | 6     |
| 5     | Grèce      | 2  | 0      | 0      | 2     |
| 6     | Espagne    | 1  | 3      | 2      | 6     |
| 7     | Australie  | 1  | 2      | 2      | 5     |
| 8     | Canada     | 0  | 2      | 2      | 4     |
| 9     | Chine      | 0  | 1      | 0      | 1     |
| 10    | Russie     | 0  | 0      | 5      | 5     |
| Total | Total      | 18 | 18     | 18     | 54    |